# Malloy Aeronautics T150
Malloy Aeronautics T150 — безпілотники-квадрокоптери виробництва компанії Malloy Aeronautics.
Безпілотники мають дальність польоту 70 км та можуть нести до 150 кг обладнання. 
Модель Т150 здатна працювати в автономному режимі 36 хвилин. T150 успішно пройшов випробування в будь-яких погодних умовах, таких як дощ, поривчастий вітер, пустеля та сніг. Вантажним дроном можна керувати з ноутбука, використовуючи точки на карті для визначення маршруту польоту.

## Технічні характеристики
Вантажний акумуляторний дрон eVTOL з автономним пілотуванням, з 8 пропелерами та 8 електродвигунами. Максимальна дальність польоту 70 км. Максимальний час польоту становить 36 хвилин. Максимальне корисне навантаження — 68 кг.
Характеристики безпеки: розподілена електрична тяга (DEP) забезпечує безпеку шляхом резервування. DEP означає наявність кількох пропелерів і двигунів на засобі, тому якщо один або кілька двигунів або пропелерів вийдуть з ладу, інші робочі двигуни та пропелери можуть безпечно посадити літальний апарат.

## Історія експлуатації
Квадрокоптери були випробувані Королівською морською піхотою Британії.
3 травня 2022 повідомили, що Велика Британія передасть Збройним силам України безпілотники Malloy T150, які здатні доставляти важке обладнання військам на передовий.